# Pere II de Santcliment
Pere (II) de Santcliment (Barcelona, segle xiii - ca. 1350) va ser un ciutadà honrat barceloní del llinatge dels Santcliment, fill de Pere (I) de Santcliment, tot i que és probable que en la seva biografia s'incloguin diversos Pere de Santcliment coetanis, tots ells descendents de Pere (I).

## Biografia
Pere (II) fou el secundogènit de Pere (I) de Santcliment, a qui succeí com a senyor de la torre de Bell-lloc a Sant Andreu de Palomar. Ocupà càrrecs tant en l'àmbit estrictament municipal com en el govern territorial. En el primer àmbit, fou membre del Consell de Cent en diverses ocasions, 1312, 1314, 1316, 1319 i arribà a ser conseller quart de Barcelona l'any 1337. Pel que fa a l'àmbit del govern territorial, després d'haver estat veguer de Girona i Besalú, ho fou de Barcelona de 1330 al començament de 1334, bé que el 1332 els consellers de Barcelona li demanaren que capitanegés sis galeres que la ciutat armava contra els genovesos i fou autoritzat per aquest motiu a designar un substitut a la vegueria; també l'any 1332 fou convocat perquè anés a defensar Sardenya, on tenia béns. Fou designat per al càrrec de reformador a Sardenya, amb Bernat Boixó i Guillem de Torres, el 1339, però és dubtós que arribés a anar-hi.

## Matrimoni i descendents
Pere (II), fill de Pere (I) i Maria, es casà amb Sança Dusai, amb qui tingué quatre fills:
- Jaume (III) de Santcliment
- Sança, esposa de Gispert d'Examinç
- Francesc (II) de Santcliment
- Gilabert (I) de Santcliment

El seu nebot homònim, Pere (III), fill de Bernat (II) de Santcliment i Serena, germà de Bernat (III), de Jaume (II), de Ramon (II) i de Constança (II), casada amb Francesc Marquet, es casà dues vegades, en primer lloc amb Constança i després amb una dona de la qual desconeixem el nom, amb les quals va tenir sis fills:
- Pere (VI) de Santcliment, fill de la primera esposa, Constança, que es casà amb Elionor Burguès i que fou pare de Francesc Burguès, senyor de la Torre Burguesa
- Guillem (I) de Santcliment, que es casà amb Constança des Pla i fou pare de Pere (VII), conseller reial i mestre racional i heretà la senyoria de la casa forta de Badalona, del cavaller Guillem (II), de sor Constança, monja de Jonqueres, d'Elionor, casada amb el mercader Simó des Vall, de Margarida, esposa de Bartomeu de Palou, i de Marquesa (II)
- Gilabert (II) de Santcliment
- Marquesa (I), esposa de Jaume de Gualbes
- Constança (II), esposa de Deuslovol de Cànoves
- Huguet de Santcliment